# Ángelo Henríquez
Pour les articles homonymes, voir Henriquez.
Ángelo Henriquez, né le 13 avril 1994 à Santiago, est un footballeur international chilien qui évolue au poste d'attaquant au CD La Serena.

## Carrière

### Les débuts avec la U
Ángelo Henríquez est formé à l'Universidad de Chile, qu'il intègre à l'âge de 13 ans. Deux ans plus tard, en 2009 Manchester United trouve un accord avec le club chilien pour recruter le joueur pour 4 millions d'euros, ce qui peut être payé jusqu'en 2014. Le 27 juin 2011, Henríquez fait ses débuts professionnels lors d'un match de la Copa Chile dès l'âge de 17 ans. Après le départ de Gustavo Canales pour la Chine, Jorge Sampaoli, conscient de l'énorme potentiel du joueur, le fait jouer de plus en plus jusqu'à un poste de titulaire. Henriquez fait partie des plus grands espoirs du football chilien.

### Manchester United
Le 5 septembre 2012, Ángelo Henríquez s'engage pour cinq ans avec Manchester United, contre une indemnité de transfert avoisinant les 4 millions d'euros. Il devient ainsi le premier joueur chilien de l'histoire à porter le maillot des Reds Devils. Alex Ferguson a donné comme raisons du recrutement le fait qu'il est rapide, agile, puissant et qu'il avait une bonne capacite à marquer pour un garçon de 18 ans. Dès son arrivée, Henríquez intègre l'équipe réserve de Manchester en compagnie de Nick Powell, Federico Macheda et Bebé. Il y marque son premier but face à Newcastle U21 à la 88e minute s'imposant 4 à 2. Le 6 aout 2013, lors d'un match amical contre l'AIK, Henriquez remplace Nani et marque son premier but à la 68e minute à la suite d'un centre de Wilfried Zaha. Le 9 août 2013, Il joue son premier match titulaire contre le FC Seville en amical. Le 11 aout 2013, il remporte le Community Shield.

### Le prêt pour Wigan (2012-2013)
En janvier 2013, le Chilien est prêté à Wigan Athletic jusqu'à la fin de la saison pour y gagner du temps de jeu en première division, il y rejoint son compatriote Jean Beausejour. Il joue son premier match le 5 janvier face au AFC Bournemouth en FA Cup. Le 19 janvier 2013, Henriquez marque son premier but en Premier League face à Sunderland à la 79e minute.

### Le prêt à Saragosse (2013-2014)
Durant le mercato estival 2013-2014, le Chilien est prêté pour une saison au club espagnol pour y gagner du temps de jeu. Il marque son premier but le 21 septembre 2013 face à l'équipe réserve du Réal Madrid. Le 29 septembre 2013, il marque son deuxième but de la saison contre le Recreativo Huelva à la 49e minute. Le 6 octobre 2013, Angelo inscrit un doublé contre RCD Majorque. Le 9 novembre 2013, Angelo marque un superbe but contre Numancia à la 53e minute de jeu.

### Le prêt au Dynamo Zagreb
Le 11 aout 2014, Manchester United et le Dynamo Zagreb officialise le prêt pour une saison d'Angelo Henriquez, il y rejoint son compatriote, Junior Fernandes. Le 31 août 2014, il marque son premier but avec le Dynamo Zagreb à la 90e minute de jeu. Le 5 octobre 2014, il signe un Hattrick face au Lokomotiv. Le 2 mai 2015, le Chilien marque un triplé et remporte son premier titre de champion de Croatie.

### En équipe nationale
Ángelo Henríquez intègre la sélection des jeunes de son pays avec les U15, U17, U20 et U23 avant de se faire sélectionner par Claudio Borghi pour les éliminatoires de la Coupe du monde de football de 2014. Ángelo Henríquez dispute son premier match avec l'équipe A du Chili face à la Serbie le 15 novembre 2012 en remplaçant Alexis Sánchez, il y marque son premier but. En juin 2013, Henriquez participe à la coupe du monde des moins de 20 ans en Turquie avec sa sélection, il finit l'aventure par la défaite contre le Ghana en quart de finale où il marque un doublé, score final, 4-3.

### Style de jeu
Angelo est un attaquant de pointe très prometteur, il a une très bonne finition, un très bon placement et c'est un bon joueur de tête. Rapide, puissant et bon dribbleur, il est capable de se débarrasser de ses adversaires avant de frapper.

## Statistiques
| Saison                | Club                     | Championnat           | Championnat | Championnat | Coupe(s) nationale(s) | Coupe(s) nationale(s) | Compétition(s) continentale(s) | Compétition(s) continentale(s) | Compétition(s) continentale(s) | Chili | Chili | Total | Total |
| Saison                | Club                     | Division              | M.          | B.          | M.                    | B.                    | Comp.                          | M.                             | B.                             | M.    | B.    | M.    | B.    |
| 2011                  | Universidad de Chile     | Primera División      | 0           | 0           | 1                     | 0                     | -                              | -                              | -                              | -     | -     | 1     | 0     |
| 2012                  | Universidad de Chile     | Primera División      | 17          | 11          | 0                     | 0                     | CL                             | 10                             | 4                              | -     | -     | 27    | 15    |
| Sous-total            | Sous-total               | Sous-total            | 17          | 11          | 1                     | 0                     | -                              | 10                             | 4                              | -     | -     | 28    | 15    |
| 2012-2013             | Wigan Athletic FC (prêt) | Premier League        | 4           | 1           | 4                     | 0                     | -                              | -                              | -                              | -     | -     | 8     | 1     |
| 2013-2014             | Real Saragosse (prêt)    | Liga Adelante         | 25          | 6           | 0                     | 0                     | -                              | -                              | -                              | 2     | 1     | 27    | 7     |
| Sous-total            | Sous-total               | Sous-total            | 29          | 7           | 4                     | 0                     | -                              | -                              | -                              | 2     | 1     | 35    | 8     |
| 2014-2015             | Dinamo Zagreb (prêt)     | Prva HNL              | 25          | 21          | 6                     | 6                     | C3                             | 6                              | 3                              | 3     | 0     | 40    | 30    |
| 2015-2016             | Dinamo Zagreb            | Prva HNL              | 27          | 8           | 4                     | 1                     | C1                             | 8                              | 2                              | 3     | 0     | 42    | 11    |
| Sous-total            | Sous-total               | Sous-total            | 52          | 29          | 10                    | 7                     | -                              | 14                             | 5                              | 6     | 0     | 82    | 41    |
| Total sur la carrière | Total sur la carrière    | Total sur la carrière | 98          | 47          | 15                    | 7                     | -                              | 24                             | 9                              | 8     | 1     | 145   | 64    |

## Palmarès

### En club
- Dinamo Zagreb
  - Champion de Croatie en 2015 et 2016
  - Vainqueur de la Coupe de Croatie en 2015 et 2016.

### En sélection
- Chili
  - Vainqueur de la Copa América en 2015.

### Distinctions personnelles
- Élu meilleur attaquant du championnat chilien en 2012.